# El Ballestero
El Ballestero è un comune spagnolo situato nella comunità autonoma di Castiglia-La Mancia.